# .сайт
.сайт (punycode: .xn--80aswg; cyrilicí zapsané slovo „site“) je gTLD, podporující ruštinu, ukrajinštinu, běloruštinu a bulharštinu.

## Registrace
Od 2. dubna 2014 byla povolena na doméně .сайт pro všechny žadatele. Dne 3. května 2017 bylo na doméně .сайт v závislosti na službě Ntldstats.com zaregistrováno 1175 doménových jmen.